# Hello Broadway
Hello Broadway è il quarto album in studio del cantante statunitense Marvin Gaye, pubblicato nel 1964.

## Il disco
Nell'album l'artista ha inciso standard musicali del Teatro di Broadway.

## Tracce
Side 1
1. Hello Broadway
2. People
3. The Party's Over
4. On the Street Where You Live
5. What Kind of Fool Am I?
6. My Kind of Town

Side 2
1. Days of Wine and Roses
2. This Is the Life
3. My Way
4. Hello Dolly!
5. Walk on the Wild Side